# 阿亚斯 (吉伦特省)
阿亚斯（法語：Aillas，法語發音：[ajas]）是法国吉伦特省的一个市镇，属于朗贡区。

## 地理
阿亚斯（44°28'27"N, 0°4'27"W）面积35.13 平方千米，位于法国新阿基坦大区吉倫特省，该省份为法国西南部沿海省份，是法國本土面积最大的省，北起滨海夏朗德省，西临大西洋，南至朗德省，东南接洛特-加龍省，东临多爾多涅省。
与阿亚斯接壤的市镇（或旧市镇、城区）包括：卢皮亚克-德拉雷奥勒、拉贝斯科、贝尔泰、拉多斯、诺阿亚克、蓬多拉、皮巴尔邦、萨维尼亚克、西加朗、圣索沃尔德梅扬。

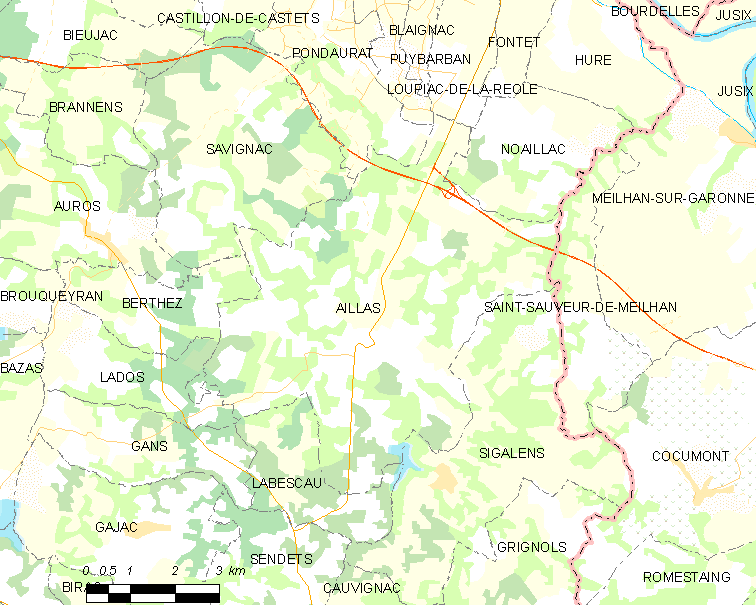
的OSM定位图

阿亚斯的时区为UTC+01:00、UTC+02:00（夏令时）。

## 行政
阿亚斯的邮政编码为33124，INSEE市镇编码为33002。

## 政治
阿亚斯所属的省级选区为勒雷奥莱-莱巴斯蒂德县。

## 人口

1962-2008年间人口变化图示

阿亚斯于2022年1月1日时的人口数量为804人。